# Mauquenchy
Mauquenchy település Franciaországban, Seine-Maritime megyében. Lakosainak száma 364 fő (2022. január 1.). Mauquenchy Bois-Héroult, Bosc-Bordel, Bosc-Édeline, Roncherolles-en-Bray, Rouvray-Catillon és Sommery községekkel határos.

## Népesség
A település népességének változása:
| Lakosok száma | 345  | 351  | 359  | 352  | 355  | 358  | 359  | 363  | 364  |
|               | 2013 | 2015 | 2016 | 2017 | 2018 | 2019 | 2020 | 2021 | 2022 |